# Ropalidia marginata
Ropalidia marginata (лат.) — вид ос-полистин рода Ropalidia (Polistinae).
Обитатель тропиков и субтропиков Старого Света от Пакистана и Индии до Новой Гвинеи и Австралии. Примитивно эусоциальна, не проявляя той предвзятости в уходе за выводком, которая наблюдается у других социальных насекомых с большей асимметрией родства. Вид использует различные стратегии основания колоний, иногда с одиночными основателями, а иногда в группах переменной численности. Королева не использует физическое доминирование для контроля рабочих; есть свидетельства использования феромонов для подавления других рабочих самок, чтобы они не перехватили королеву.

## Распространение
Южная Азия, Юго-Восточная Азия, Австралия и Океания. Обитатель тропиков и субтропиков Старого Свет: на запад до Пакистана и на восток до Новой Гвинеи, Квинсленда (Австралия) и некоторых восточных островов Тихого океана.
Это самая распространенная социальная оса в Индии.

## Таксономия и филогения
R. marginata была первоначально описана Йоханом Кристианом Фабрициусом в 1793 году под названием Vespa ferruginea, но это название ранее применялось к другому виду, поэтому старейшее доступное название вида было дано Амедеем Луи Мишелем Лепелетье в 1836 году. Один из подвидов, R. marginata jocund из Новой Гвинеи и Австралии, был описан в 1898 году, а два других, R. marginata rufitarsis из Мьянмы и R. marginata sundaica из Индонезии и Малайского полуострова, были описаны в 1941 году. R. marginata относится к трибе Ropalidiini и в подсемейство полистины, содержащее эусоциальных ос из семейства Vespidae. На Индийском субконтиненте насчитывается 22 признанных вида рода Ropalidia. Вид R. travancorica, который раньше считался отдельным, был определен как синоним R. marginata после интенсивного сравнения образцов в 1989 году. R. marginata наиболее близка с R. spatulata и R. brevita. Антенна и гениталии самца сходны у R. brevita и R. marginata.
Включён в состав видовой группы R. marginata по следующим признакам: проподеум с парными, продольными, базальными килями; проподеальный выступ очень узкий.

## Описание
Длина осы около 1 см. Самцы имеют темно-красноватый цвет (немного светлее, чем у Ropalidia revolutionalis), с желтыми пятнами на некоторых частях и желтым кольцом вокруг нижней части брюшка. Самцы отличаются от самок более слабыми жвалами и отсутствием жала. Второй метасомальный сегмент красновато-коричневый до коричневого, с нечеткой желтой апикальной полосой. Желтая апикальная полоса второго тергита узкая, ее ширина приблизительно или менее одной пятой длины тергума.

### Гнёзда
R. marginata строит гнезда с 500 ячейками и до 10 стебельками. Гнезда сделаны из бумажной массы, которая производится осами, перемалывающими целлюлозу и смешивающими ее со слюной.

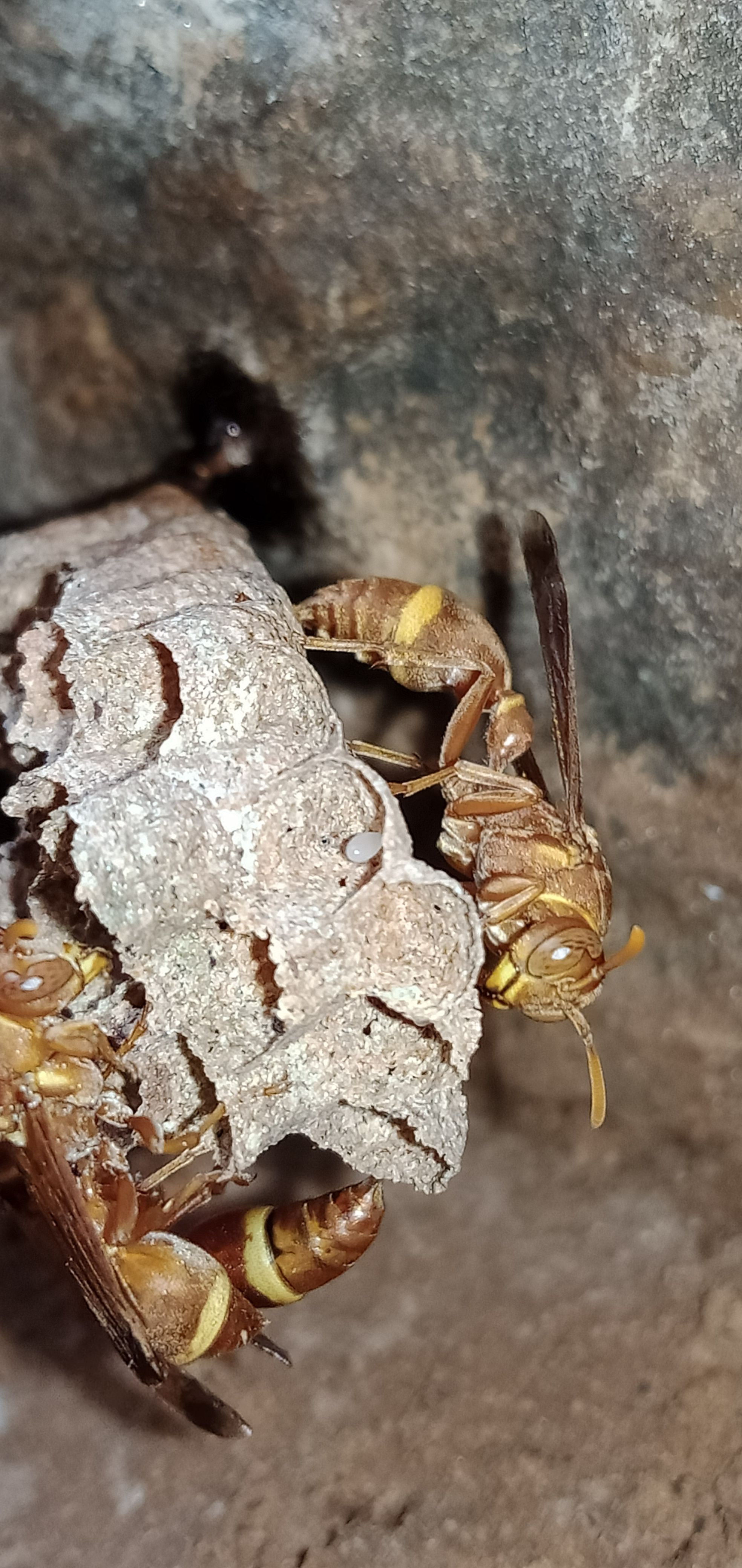
Осы на ячейках гнезда

## Цикл колонии
В Индии Ropalidia marginata имеет асезонный, неопределенный и многолетний цикл колонии, что означает, что инициация гнезда начинается в течение всего года, и гнезда активны в течение всего года. Колонии создаются чаще с мая по июль, когда пища в изобилии, и реже с декабря по февраль, когда температура холоднее. В каждой колонии есть одна репродуктивная самка, королева, и она может занять это место, приняв брошенное гнездо, взяв на себя роль королевы в существующем гнезде или основав новое гнездо самостоятельно или с другими основательницами.

## Поведение

### Питание личинок
Самки кормят личинок, пережёвывая приобретенный твердый корм в течение трех-четырех минут, прежде чем скормить его личинкам. Она кормит твердой пищей двух личинок, а затем чистит себя. Затем она кормит шесть личинок жидкостью из срыгнутого корма и снова охаживает себя. Самки также ведут себя так: машут крыльями, барабанят антеннами и совершают рывки телом, которые иногда синхронны у многих самок. Предполагается, что такое поведение связано с общением взрослых особей с личинками. Кормовое поведение самок более сложное, чем у самцов, которые не используют жидкую пищу или этот набор поведений.

### Агрессия
Агрессия в виде преследования и иногда ужаливания необходима для защиты гнезда от хищников и других сородичей. Старые самки из разных гнезд отгоняются, как и хищники, такие как Vespa tropica. Отношения доминирования, опосредованные агрессией, контролируют кормление среди рабочих.

## Спаривание

### Выбор пары
Чтобы избежать инбридинга, большинство ос распознают родичей и избегают их при выборе пары. Однако у R. marginata нет признаков дискриминации сородичей по гнезду при выборе пары как среди самцов, так и среди самок. Поскольку самцы рассеиваются и ведут кочевой образ жизни после выхода из гнезда, а размножение не происходит в гнезде, инбридинг у этого вида относительно маловероятен даже без антиинцестного поведения. Размер тела является произвольным при выборе пары как для самцов, так и для самок этого вида.

### Серийная полигиния
Колонии R. marginata часто переживают своих королев; рабочие могут служить разным королевам на протяжении всей своей жизни. Это создает перекрывающиеся матрилинии в колонии, где рабочие в конечном итоге заботятся о выводке разных матерей, что снова снижает родство среди рабочих.

## Хищничество
Основным хищником потомства R. marginata в индийских популяциях является шершень Vespa tropica. В качестве стратегии избегания хищников, гнезда часто строятся так, чтобы в них можно было попасть только через небольшие отверстия, таким образом, не позволяя шершням пробраться внутрь.